# Luigi Maria Palazzolo
Svatý Luigi Maria Palazzolo, Sd.P.I.P. (10. prosince 1827, Bergamo – 15. června 1886, tamtéž) byl italský římskokatolický kněz, zakladatel kongregace Sester chudých dívek z Bergama a kongregace Bratří Svaté Rodiny (zanikla roku 1928), jíž byl sám členem. Katolická církev jej uctívá jako světce.

## Život
Narodil se dne 10. prosince 1827 v Bergamu rodičům Octaviusi Palazzolo a Therese Antoine. Ti ho dali následujícího dne pokřtít. V jeho deseti letech mu zemřel otec.
Přípravu na kněžství zahájil studiem roku 1844. Na jáhna byl vysvěcen dne 16. března 1850. Kněžské svěcení přijal dne 23. června 1850 od biskupa Carla Gritti Morlacchiho. Roku 1862 mu zemřela matka, což ho velmi zarmoutilo.
Dne 22. května 1869 založil s pomocí ctihodné Marie Teresy Gabrieli kongregaci Sester chudých dívek z Bergama, jež měla za úkol péči o sirotky. Dne 4. října 1872 založil kongregaci Bratří Svaté Rodiny, jež měla podobný úkol. Ta však roku 1928 zanikla. Zato první jím založená kongregace se rychle rozrostla a dnes působí i mimo Itálii.
Roku 1885 se mu výrazně zhoršilo zdraví. Špatně se mu dýchalo a kvůli bolákům ani nemohl chodit. Zemřel dne 15. června 1886 v Bergamo.

## Úcta
Jeho beatifikační proces započal dne 20. listopadu 1958, čímž obdržel titul služebník Boží. Papež sv. Jan XXIII. jej dne 7. července 1962 podepsáním dekretu o jeho hrdinských ctnostech prohlásil za ctihodného.
Blahořečen byl týž papežem v bazilice sv. Petra dne 19. března 1963. Dne 15. května 2022 byl spolu s několika dalšími světci na Svatopetrském náměstí papežem Františkem svatořečen.
Jeho památka je připomínána 15. června. Zobrazován je v kněžském oděvu.